# 狮子滩水库
狮子滩水库位于中国重庆市长寿区，坝址位于狮子滩镇，是以发电为主，兼顾防洪等功能的大型水库。又称长寿湖。狮子滩水电站是“一五”计划苏联援助的156项工程之一。
獅子灘水庫（水電站）位於長江上游左岸支流龍溪河上。龍溪河發源於梁平縣，河流由東北向東南經墊江縣、長壽區匯入長江。龍溪河全長260.8km，流域面積3328km2。
獅子灘水庫的淹沒區涉及長壽、墊江2個縣的7個區、40個鄉、111個村。其中涉及長壽區的有5個區、28個鄉、86個村；涉及墊江縣的有2個區、12個鄉、25個村（均按1954年行政區劃計）
獅子灘水庫淹沒長壽區5個農村集鎮，均為鄉政府和小學校、農村集市所在地，是每3天趕一集的初級物資交易市場。其中最大的飛龍場，有居民戶82戶，其中農業戶52戶，半農半商戶26戶，半農半小手工業戶3戶，有1家小型手工操作的肉鬆廠；最小的集鎮叫御龍場，僅9戶居民，其中農業戶5戶，半農半商半手工業者4戶。
位於今長壽區西北25km的仁和場，在唐代至元代（公元618-1368年）為樂溫縣舊址，古稱灌灘寺，城隍祠內有宋高宗時籍田水詔碑；隔河相望的紫雲岩石壁上，有宋高宗紹興（公元1131-1162年）年間的碑刻。這是庫區被淹的主要文物。
庫區淹沒電訊線19桿km，炸毀和淹沒橋樑643座（其中：長壽區547座，墊江縣96座），公路184km（其中：長壽區145km，墊江縣39km），石板大道378條1870km（其中：長壽區1870km），淹沒水井3877口（其中：長壽區3404口，墊江縣473口），淹沒水塘719口（其中：長壽區650口，墊江縣69口）。